# Petrovice u Karviné
Petrovice u Karviné (deutsch Petrowitz b. Freistadt, polnisch Piotrowice koło Karwiny) ist eine Gemeinde in Tschechien. Sie liegt fünf Kilometer nördlich des Stadtzentrums von Karviná an der Grenze zu Polen und gehört zum Okres Karviná.

## Geographie
Petrovice befindet sich linksseitig der Petrůvka/Piotrówka zwischen den Städten Karviná und Jastrzębie-Zdrój. In der Gemeinde liegt der bedeutsame Eisenbahngrenzübergang ins polnische Zebrzydowice, daneben bestehen noch die Straßengrenzübergänge Dolní Marklovice / Marklowice Górne, Závada / Gołkowice und der Übergang Petrovice u Karviné / Gołkowice für den kleinen Grenzverkehr.
Nachbarorte sind Pustky im Norden, Dolní Marklovice im Nordosten, Marklowice Górne im Osten, Zebrzydowice im Südosten, Karviná im Süden, Dětmarovice im Südwesten, Závada im Westen sowie Skrbeńsko im Nordwesten.

## Geschichte
Der Ort wurde im Peterspfennigregister des Jahres 1335 erstmals urkundlich als Pfarrei villa Petri im Teschener Dekanat erwähnt. Später wurde es als Petrowicz[e] (1394, 1431, 1440, 1447), Petersdorff (1443), Petirsdorff (Peterspfennigregister des Jahres 1447, 1454) erwähnt. Der Name ist patronymisch abgeleitet vom Vornamen Peter (tschechisch Petr, polnisch Piotr, Teschener Mundarten Pieter) mit dem typischen patronymischen Wortende -(ov)ice.
Politisch gehörte das Dorf ursprünglich zum Herzogtum Teschen, dies bestand ab 1290 in der Zeit des polnischen Partikularismus. Seit 1327 bestand die Lehensherrschaft des Königreichs Böhmen und seit 1526 gehörte es zur Habsburgermonarchie.
1727 wurde Petrowitz an die Herrschaft Roy (Ráj) angeschlossen. Nach der Teilung Schlesiens im Jahre 1742 bildete die Petrůvka die Grenze zu dem preußischen Gebieten, während Petrowitz weiterhin bei Österreichisch-Schlesien verblieb. Zum Ende des 18. Jahrhunderts wurde das Dorf Besitz der Stadt Freistadt.
Durch die Kaiser-Ferdinands-Nordbahn erhielt der kleine Ort 1855 einen Bahnanschluss und Bahnhof. Wenig später gründete Heinrich Graf Larisch-Mönnich die Sodafabrik Petrowitz, in der 250 Arbeitsplätze entstanden. Für die Arbeiter wurden Wohnhäuser erbaut und der Ort wandelte sich zu einer Industriegemeinde. 1896 erhielt die Localbahn Petrowitz–Karwin die Konzessionsurkunde.
Nach dem Zusammenbruch der k.u.k. Monarchie kam Piotrowice zunächst zu Polen, wurde jedoch im Polnisch-Tschechoslowakischen Grenzkrieg von der Tschechoslowakei besetzt und mit dem Grenzvertrag vom 28. Juli 1920 der Tschechoslowakei zugesprochen. Nach dem Münchner Abkommen wurde der Ort 1938 wieder polnisch und nach der Besetzung Polens durch die Wehrmacht kam er zum Deutschen Reich und wurde Teil des Landkreises Teschen. Nach dem Ende des Zweiten Weltkrieges kam Petrovice zur Tschechoslowakei zurück.
Am 16. Februar 1952 erfolgte die Eingemeindung von Dolní Marklovice, Závada und Prstná. Am 31. Dezember 2003 lebten in dem Dorf 4345 Menschen.

## Gemeindegliederung
Die Gemeinde Petrovice u Karviné besteht aus den Ortsteilen Dolní Marklovice (Nieder Marklowitz), Petrovice u Karviné (Petrowitz), Prstná (Prstna) und Závada (Zawada) sowie den Siedlungen Pustky und Nová Osada.

## Sehenswürdigkeiten

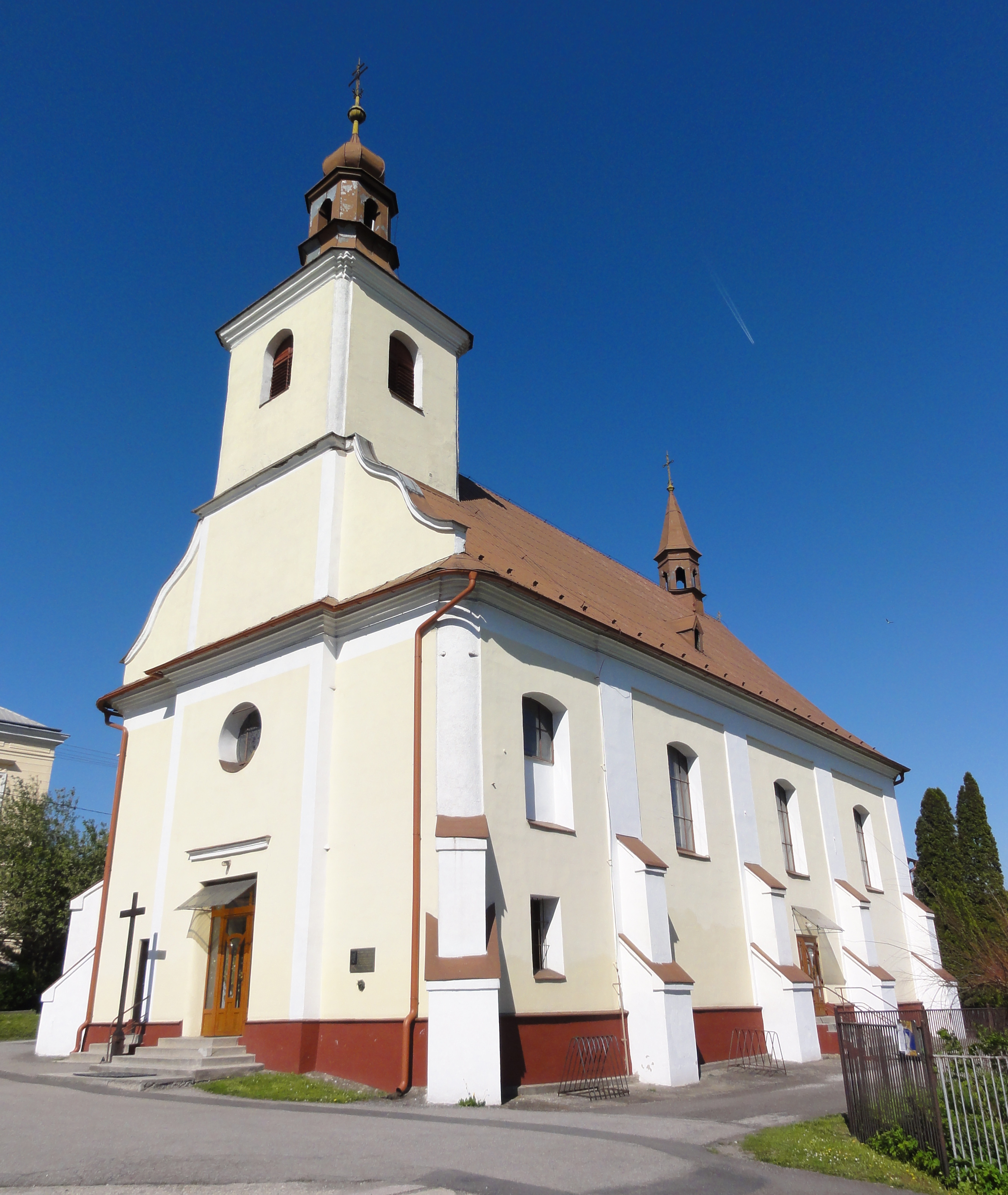
Martinskirche/Kostel sv. Martina

- Kirche St. Martin in Petrovice, erbaut 1789
- Statue des Hl. Johannes von Nepomuk, geschaffen am Ende des 18. Jahrhunderts durch den Olmützer Bildhauer Julius Pelikán
- Steinernes Kalvarienkreuz an der Kirche, errichtet 1858
- Kapelle des Hl. Johannes von Nepomuk in Závada, errichtet 1862 an Stelle einer älteren Marienkapelle
- Schrotholzkirche Christi Himmelfahrt in Dolní Marklovice aus dem Jahre 1739
- Denkmal des Hl. Wenzel in Dolní Marklovice, errichtet 1929
- Schlösschen Prstná, errichtet am Ende des 18. Jahrhunderts für Albert Gusnnar im Empirestil
- Denkmal für die tschechoslowakischen Flieger Pavel Slatinský und Ján Bilka an deren Absturzstelle im Jahre 1945 bei Závada

## Persönlichkeiten
- Jana Michailidu (* 1990), Politikerin (ČPS)